# Slobodan Stojanović (pisac)
Slobodan Stojanović (Đakovica, 13. februar 1937 — Požarevac, 4. januar 2000) bio je srpski scenarista, dramaturg, urednik i univerzitetski profesor.

## Biografija
Detinjstvo i mladost je proživeo u Požarevcu. Diplomirao je dramaturgiju na Fakultetu dramskih umetnosti u Beogradu.
Bavio se pozorištem, bio je dramaturg i umetnički direktor Savremenog pozorišta u Beogradu, urednik Televizije Beograd i profesor scenarija na Fakultetu dramskih umetnosti u Beogradu.
Umro je 2000. godine u Požarevcu gde je i sahranjen.

## Dela

### Pozorišne drame
- „Četvorica u peti“ (1955)
- „Dva jelena“ (1958)
- „Opasna voda“ (1959)
- „Ožiljak“ (1962)
- „Linč“ (1963)
- „Slatke i gorke trešnje“ (1963)
- „ITD“, jednočinka (1963)
- „Tesna vrata“, monodrama (1964)
- „Akvarijum“, jednočinka (1965)
- „Zajedno“ (1966)
- „Kuća na brdu“ (1967)
- „Ti si to“ (1972)
- „Prenoćište“ (1978)
- „Raste trava“ (1984)
- „Ptiс i ptica“, režija Dejan Mijač (1985)Fotografija Stojanovića, ~1995. g.

### TV drame i serije
- „Hm!“, TV drama za decu (1964) - (Premijera 1964. TV Beograd. Režija Srboljub Stanković.)
- „Alergija“, TV drama za decu (1965) - (Premijera 1965. TV Beograd. Režija Nebojša Komadina.)
- „Otac“, TV drama za decu. (1965) - (Premijera 1965. TV Beograd. Režija Srboljub Stanković.)
- „Tuga“, TV drama (1965) - (Premijera 1966. TV Beograd. Režija Slavoljub Stefanović Ravasi.)
- „Smoki“, TV serija (1966) - (Premijera 1967. TV Beograd.)
- „Golubovići“ (1968) - (Premijera 1969. TV Beograd. Režija Zdravko Šotra.)
- „Više od igre“, TV serija (1973) - (Premijera 1977. TV Beograd. Režija Zdravko Šotra.)
- „Siroče“ TV drama. (1977) - (Premijera 1978. TV Beograd. Režija Zdravko Šotra.)
- „Učitelj“, TV serija (1981) - (Premijera 1982. TV Beograd. Režija Zdravko Šotra.)
- „Držanje za vazduh“ TV film (1984) - (Premijera 1984. Režija Zdravko Šotra.)
- „Osam stotina žena“ („Priče iz fabrike“) TV serija (1985) - (Premijera 1986. TV Sarajevo. Režija Vojo Milašević.)
- „Jednog lepog dana“ TV film (l986) - (Premijera 1989. TV Beograd. Režija Božidar Nikolić.)Spomen-bista Slobodanu Stojanoviću u Požarevcu
- „Jastuk groba mog“ TV drama (l990) - (Premijera 1991. TV Beograd. Režija Sava Mrmak.)
- „Devojka sa lampom“ TV film. (1992) - (Premijera 1993. TV Beograd. Režija Miša Radivojević.)
- „Ili kako vam drago“ TV film. (1993) - (Premijera 1993. TV Beograd. Režija Zdravko Šotra.)